# Henry Frederick Baker

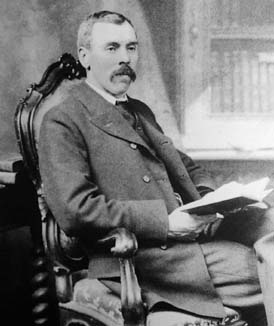
Henry Frederick Baker

Henry Frederick Baker, häufig H. F. Baker zitiert, (* 3. Juli 1866 in Cambridge; † 17. März 1956 ebenda) war ein britischer Mathematiker, der sich mit algebraischer Geometrie beschäftigte.

## Leben
Baker war der Sohn eines Butlers. Er studierte ab 1884 mit einem Stipendium am St. John’s College in Cambridge Mathematik, unter anderem bei Arthur Cayley. 1887 wurde er in den Tripos-Prüfungen Senior Wrangler und 1889 Fellow des St. John’s College. Im selben Jahr gewann er den Smith-Preis. 1903 bis 1914 war er dort Cayley-Lecturer und danach bis 1936 Lowndean Professor für Geometrie und Astronomie. 1936 ging er in den Ruhestand.
Seit einem Aufenthalt bei Felix Klein in Göttingen beschäftigte er sich mit Funktionentheorie auf Riemannschen Flächen und veröffentlichte darüber die 1897 Monographie Abel’s Theorem and the allied theory. Seine Beschäftigung mit der algebraischen Geometrie der italienischen Schule schlug sich in der sechsbändigen Lehrbuchreihe Principles of Geometry nieder (den letzten beiden Bänden, die ersten sind klassischer Geometrie gewidmet).
Er war der Herausgeber der Werke von James Joseph Sylvester.
Nach ihm ist die Baker-Campbell-Hausdorff-Formel in der Theorie der Liealgebren benannt.
1898 wurde er Fellow der Royal Society, deren Sylvester-Medaille er 1910 erhielt. 1905 erhielt er die De-Morgan-Medaille der London Mathematical Society. 1910/1911 war er Präsident der London Mathematical Society. 1913 wurde er Präsident der Sektion A der British Association. Seit 1943 war er Fellow der Royal Society of Edinburgh.

## Schriften
- Principles of Geometry (6 Bände), The University Press, Cambridge 1922 bis 1925
- Abel’s theorem and the allied theory, including the theory of the theta functions, The University Press, Cambridge 1897, 1995
- An introduction to the theory of multiply periodic functions, The University Press, Cambridge 1907
- An Introduction to Plane Geometry, 1943, 1971